# Luxemburgische Badmintonmeisterschaft 2020
Die Luxemburgische Badmintonmeisterschaft 2020 fand vom 1. bis zum 2. Februar 2020 in Junglinster statt. 

## Medaillengewinner
| Disziplin    | Gold                          | Silber                        | Bronze                       |
| ------------ | ----------------------------- | ----------------------------- | ---------------------------- |
| Herreneinzel | Robert Mann                   | Kevin Hargiono                | Juno Thomas                  |
| Herreneinzel | Robert Mann                   | Kevin Hargiono                | Yves Hoffmann                |
| Dameneinzel  | Myriam Havé                   | Kim Schmidt                   | Tessy Aulner                 |
| Dameneinzel  | Myriam Havé                   | Kim Schmidt                   | Julie Aulner                 |
| Herrendoppel | Eric Solagna Mike Vallenthini | Robert Mann Maxime Szturma    | Akis Thomas Juno Thomas      |
| Herrendoppel | Eric Solagna Mike Vallenthini | Robert Mann Maxime Szturma    | Félix Aulner Cédric Roilgen  |
| Damendoppel  | Myriam Havé Joëlle Jungbluth  | Julie Aulner Tessy Aulner     | Lisa Jungerwirth Zoé Sinico  |
| Damendoppel  | Myriam Havé Joëlle Jungbluth  | Julie Aulner Tessy Aulner     | Marie Goedert Aude Meyer     |
| Mixed        | Eric Solagna Myriam Havé      | Mike Vallenthini Tessy Aulner | Maxime Szturma Marie Goedert |
| Mixed        | Eric Solagna Myriam Havé      | Mike Vallenthini Tessy Aulner | Akis Thomas Aude Meyer       |